# Giuseppe Garuti
Pipein Gamba, nome d'arte di Giuseppe Garuti (Modena, 10 novembre 1868 – Genova, 11 luglio 1954), è stato uno scenografo, costumista e illustratore italiano.

## Biografia
Condotti gli studi in ragioneria nella città natale, si trasferisce a Genova con la madre nel 1888. Abbandonato dopo pochi mesi un posto di lavoro in banca, Garuti si dedica alla carriera di illustratore, dapprima in periodici satirici, poi per Il Secolo XIX.
Dal 1895 collabora con l'editore Donath, per il quale realizza le illustrazioni di molti romanzi di Emilio Salgari e nel 1901 disegna le provocanti illustrazioni dell'Eneide in versi genovesi di Niccolò Bacigalupo.
Negli stessi anni presta la sua opera di illustratore per cartelloni teatrali per le compagnie del Politeama Genovese e dal 1902 collabora con la compagnia di operette di Giulio Marchetti al fianco di Luigi Sapelli, dapprima come cartellonista e poi come figurinista. Sembra da escludere il precoce debutto al Teatro Carlo Felice, già nel 1892, quale costumista del Cristoforo Colombo di Alberto Franchetti.
Dal 1904 collabora con i fratelli Giovanni (librettista) e Domenico Monleone (compositore) per la realizzazione scenica delle loro opere. Nel 1907 sono di Pipein Gamba le scene e i costumi per la Cavalleria rusticana dei Monleone, autorizzata da Giovanni Verga e rappresentata ad Amsterdam e in diverse città europee, ma poi bloccata dall'editore Sonzogno su sollecitazione di Pietro Mascagni.
Nei primi anni dieci Gamba collabora con il Teatro alla Scala e con il Teatro Colón di Buenos Aires, dove nel 1914 realizza i costumi per la prima mondiale di El Sueño de Alma di López Buchardo. Tornato a Genova, negli anni Venti il mutamento del gusto e la fine della belle époque genovese lo escludono dalle scene.